# It Ain't Right (For the Kidz)
It Ain't Right (For the Kidz) è il diciassettesimo singolo del duo musicale italiano Krisma, pubblicato il 30 gennaio 2006.
Questo non è un singolo dei Krisma (Cristina Moser + Maurizio Arcieri) il nome è un'omonimia.

## Crediti

### Formazione
- Christina Moser - voce
- Maurizio Arcieri - sintetizzatore